# Année internationale des coopératives
2012 est proclamée par l'ONU année internationale des coopératives, l'Assemblée générale des Nations unies mettant en évidence « la contribution des coopératives pour le développement économique et leur impact pour la lutte contre la pauvreté, la création d'emplois et l'intégration sociale »,,,.

## Historique
En 1995, l'ONU proclame la Journée internationale des coopératives qui est célébrée chaque année le premier samedi de juillet, et ce depuis 1923 par l'ICA.
Depuis 2002, l'Organisation internationale du travail (OIT) recommande la structuration coopérative des entreprises pour le travail décent.